# Đấu kiếm tại Thế vận hội Mùa hè 2008
Giải đấu kiếm tại Thế vận hội Mùa hè 2008 diễn ra từ ngày 9 đến ngày 17 tháng 8 năm 2008 tại Trung tâm Hội nghị Màu xanh Olympic.

## Xếp hạng theo quốc gia
| 1    | Pháp (FRA)        | 2  | 2  | 0  | 4  |
| 2    | Ý (ITA)           | 2  | 0  | 5  | 7  |
| 3    | Đức (GER)         | 2  | 0  | 0  | 2  |
| 4    | Hoa Kỳ (USA)      | 1  | 3  | 2  | 6  |
| 5    | Trung Quốc (CHN)  | 1  | 1  | 0  | 2  |
| =6   | Ukraina (UKR)     | 1  | 0  | 0  | 1  |
| =6   | Nga (RUS)         | 1  | 0  | 0  | 1  |
| 8    | România (ROU)     | 0  | 1  | 1  | 2  |
| =9   | Nhật Bản (JPN)    | 0  | 1  | 0  | 1  |
| =9   | Hàn Quốc (KOR)    | 0  | 1  | 0  | 1  |
| =9   | Ba Lan (POL)      | 0  | 1  | 0  | 1  |
| =12  | Tây Ban Nha (ESP) | 0  | 0  | 1  | 1  |
| =12  | Hungary (HUN)     | 0  | 0  | 1  | 1  |
| Tổng | Tổng              | 10 | 10 | 10 | 30 |

## Bảng huy chương

### Nam
| Nội dung              | Vàng                                                           | Bạc                                                                                    | Đồng                                                                              |
| --------------------- | -------------------------------------------------------------- | -------------------------------------------------------------------------------------- | --------------------------------------------------------------------------------- |
| Kiếm ba cạnh cá nhân  | Matteo Tagliariol · Ý                                          | Fabrice Jeannet · Pháp                                                                 | José Luis Abajo · Tây Ban Nha                                                     |
| Kiếm ba cạnh đồng đội | Pháp (FRA) · Fabrice Jeannet · Jérôme Jeannet · Ulrich Robeiri | Ba Lan (POL) · Robert Andrzejuk · Tomasz Motyka · Adam Wiercioch · Radosław Zawrotniak | Ý (ITA) · Stefano Carozzo · Diego Confalonieri · Alfredo Rota · Matteo Tagliariol |
| Kiếm liễu cá nhân     | Benjamin Kleibrink · Đức                                       | Yuki Ota · Nhật Bản                                                                    | Salvatore Sanzo · Ý                                                               |
| Kiếm chém cá nhân     | Trọng Mãn · Trung Quốc                                         | Nicolas Lopez · Pháp                                                                   | Mihai Covaliu · România                                                           |
| Kiếm chém đồng đội    | Pháp (FRA) · Julien Pillet · Boris Sanson · Nicolas Lopez      | Hoa Kỳ (USA) · Tim Morehouse · Jason Rogers · Keeth Smart · James Williams             | Ý (ITA) · Aldo Montano · Luigi Tarantino · Giampiero Pastore · Diego Occhiuzzi    |

### Nữ
| Nội dung             | Vàng                                                                               | Bạc                                                                          | Đồng                                                                                      |
| -------------------- | ---------------------------------------------------------------------------------- | ---------------------------------------------------------------------------- | ----------------------------------------------------------------------------------------- |
| Kiếm ba cạnh cá nhân | Britta Heidemann · Đức                                                             | Ana Maria Brânză · România                                                   | Ildikó Mincza-Nébald · Hungary                                                            |
| Kiếm liễu cá nhân    | Valentina Vezzali · Ý                                                              | Nam Hyun-Hee · Hàn Quốc                                                      | Margherita Granbassi · Ý                                                                  |
| Kiếm liễu đồng đội   | Nga (RUS) · Svetlana Boiko · Aida Chanaeva · Victoria Nikichina · Evgenia Lamonova | Hoa Kỳ (USA) · Emily Cross · Hanna Thompson · Erinn Smart                    | Ý (ITA) · Valentina Vezzali · Giovanna Trillini · Margherita Granbassi · Ilaria Salvatori |
| Kiếm chém cá nhân    | Mariel Zagunis · Hoa Kỳ                                                            | Sada Jacobson · Hoa Kỳ                                                       | Becca Ward · Hoa Kỳ                                                                       |
| Kiếm chém đồng đội   | Ukraina (UKR) · Olha Zhovnir · Olga Kharlan · Halyna Pundyk · Olena Khomrova       | Trung Quốc (CHN) · Bao Doanh Doanh · Hoàng Hải Dương · Nghê Hồng · Đàm Tuyết | Hoa Kỳ (USA) · Sada Jacobson · Becca Ward · Mariel Zagunis                                |